# آدلای استیونسون دوم
آدلای استیونسون دوم (انگلیسی: Adlai Stevenson II; ۵ فوریهٔ ۱۹۰۰ – ۱۴ ژوئیهٔ ۱۹۶۵) یک سیاست‌مدار اهل ایالات متحده آمریکا بود. استیونسون به مهارت در بحث و فصاحت و بلاغت از او یاد می‌شود. او دو بار در سال‌های ۱۹۵۲ و ۱۹۵۶ کاندیدای حزب دمکرات در انتخابات ریاست جمهوری بود که هر دو بار با اختلاف بالا رقابت را به دوایت آیزنهاور واگذار کرد. او در دورهٔ ریاست جمهوری جان اف کندی، سفیر ایالات متحده در سازمان ملل متحد بود.